# Branta sandvicensis
El ganso nené (Branta sandvicensis), también conocido como ganso de Hawái o  barnacla nené, es una especie de ave anseriforme de la familia de las anátidas endémica del archipiélago de Hawái. En 1957, fue designada el ave oficial de Hawái. 
El nombre en idioma hawaiano de esta ave (nēnē) proviene de su suave llamado.

## Descripción
El nené es un ganso de gran tamaño, de 41 cm de altura. Aunque pasan la mayor parte del tiempo en tierra, son capaces de volar, y algunos individuos vuelan diariamente entre las áreas de anidación y alimentación. Las hembras tienen una masa de 1,525 a 2,56 kg, mientras que los machos promedian 1,695 a 3,05 kg, un 11% más grande que las hembras. Los machos adultos tienen la cabeza y el cuello trasero negros, mejillas beige y cuello muy surcado. El cuello tiene rayas diagonales blancas y negras. Además de ser más pequeña, la hembra es similar al macho en coloración. El pico y patas del adulto son negros. Tiene suaves plumas debajo de la barbilla. Los polluelos se parecen a los adultos, pero son de un marrón más apagado y con menos demarcación entre los colores de la cabeza y el cuello, y los efectos de rayas y barras son mucho más reducidos.

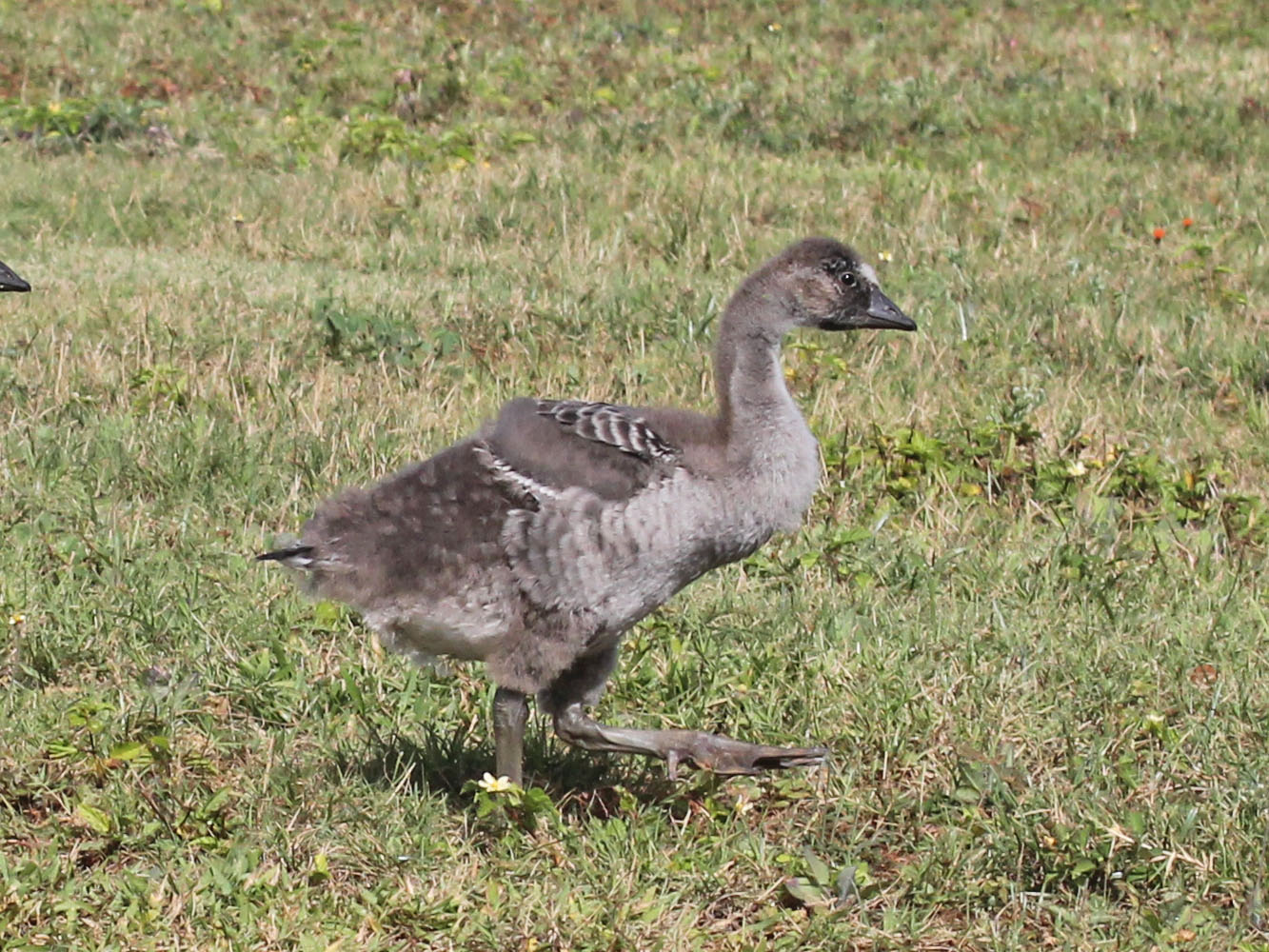
Polluelo en Kauai
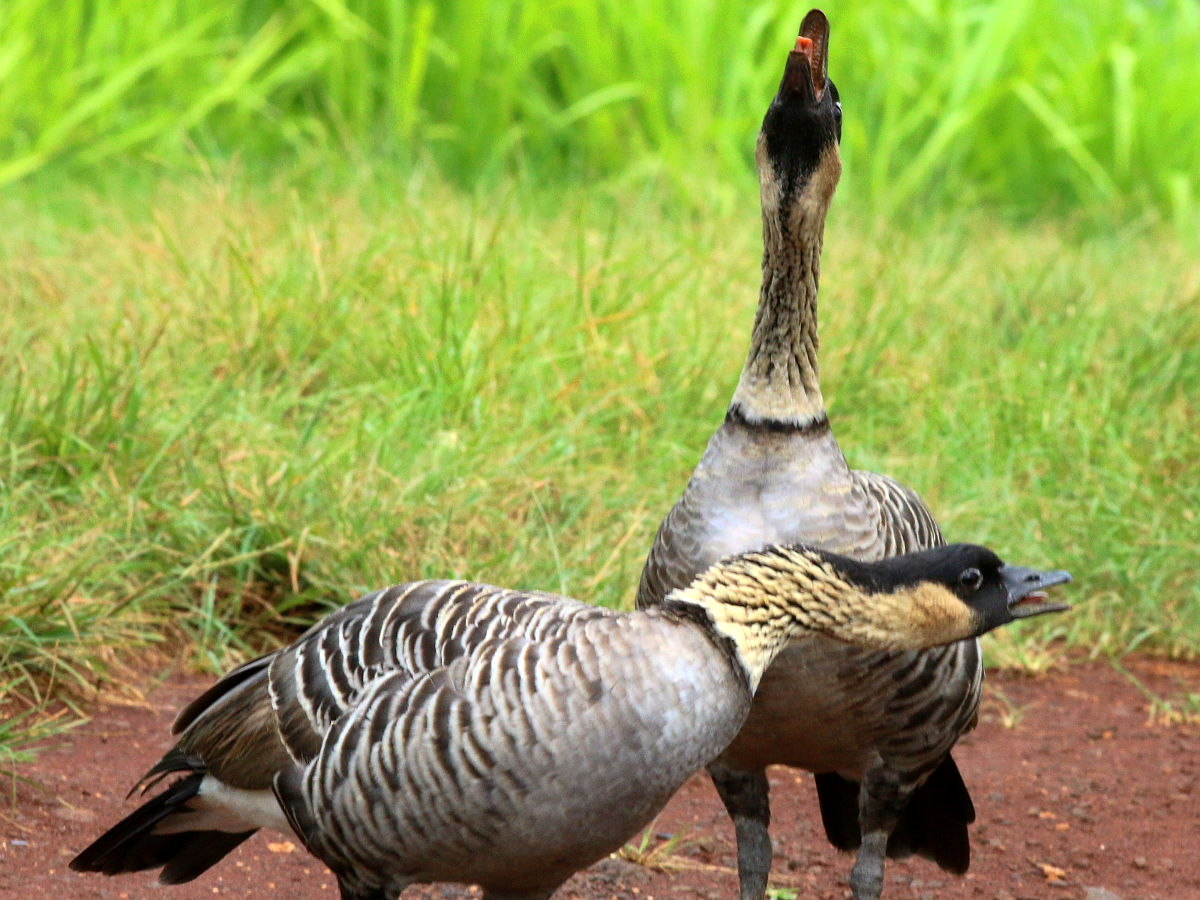
Un par de nenés llamando en Kilauea

## Distribución y hábitat
El nené se encuentra exclusivamente en estado salvaje en las islas de Oahu, Maui, Kauai, Molokai y la isla de Hawái. Es un habitante de matorrales, pastizales, dunas costeras y llanuras de lava, y hábitats antropogénicos relacionados, como pastos y campos de golf desde el nivel del mar hasta los 2400 m s. n. m. (metros sobre el nivel del mar). Algunas poblaciones migraron entre zonas de reproducción de tierras bajas y áreas de alimentación de montaña.

## Alimentación
El nené es un ave herbívora, que se alimenta de hojas, semillas, frutos y flores de pastos y arbustos.

## Reproducción

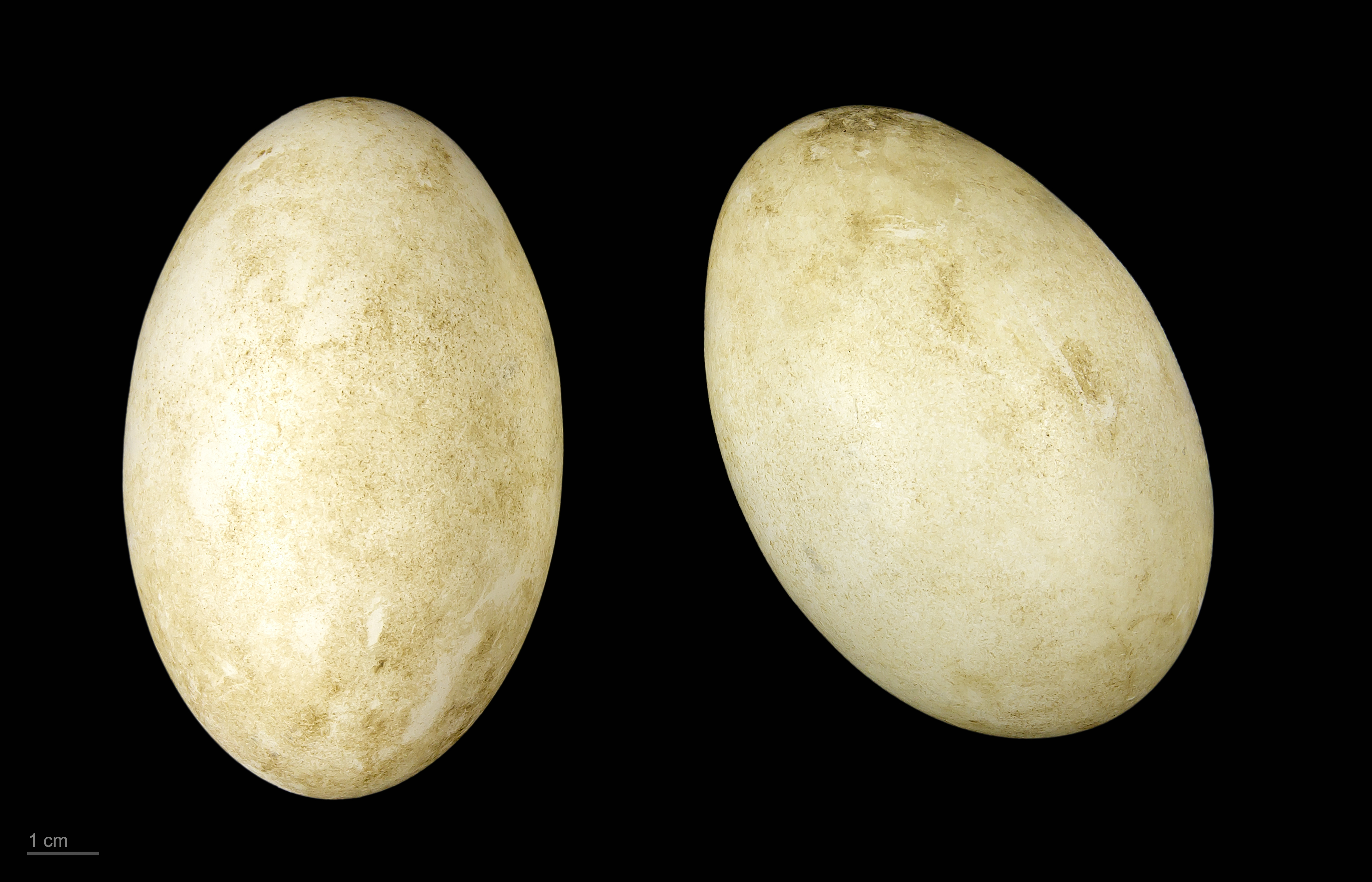
Branta sandvicensis - MHNT

La temporada de reproducción del nené, que se da de agosto a abril, es más larga que la de cualquier otro ganso; la mayoría de los huevos se ponen entre noviembre y enero. A diferencia de la mayoría de las otras aves acuáticas, el nené se aparea en tierra. Las hembras construyen los nidos en el sitio que elijan, en los que ponen de uno a cinco huevos (el promedio es tres en Maui y la isla de Hawái, cuatro en Kauai). Las hembras incuban los huevos durante 29 a 32 días, mientras el macho actúa como centinela. Los polluelos son capaces de alimentarse por sí solos y permanecen con sus padres hasta la siguiente temporada de reproducción. 

## Amenazas y conservación
Adaptada a una vida terrestre entre los parajes volcánicos, estuvo a punto de extinguirse a mediados del siglo XX por la introducción de algunos animales como perros, gatos, ratas y cerdos en las islas por los colonos (caso común entre todos los endemismos insulares); de una población salvaje de aproximadamente 25 000 individuos se pasó a entre 30 y 50 en los años 1950. Por suerte para la especie es fácil su reproducción en los zoológicos, donde hoy son más abundantes que en su propio medio natural. En 2004 se estimó que 800 ejemplares vivían en libertad en Hawái, mientras que otros 1 000 vivían en cautiverio en zoológicos.